# Margit Schlecht
Margit Schlecht (Enschede, 15 november 1960) is een voormalig Nederlands Jong Oranje-veldhockeyspeelster en vertegenwoordigde het oostelijk district in het A- en B-jeugdelftal. Zij speelde tien jaar in Dames 1 van DKS (De Kromme Stok) en coachte het team in 1987 naar het kampioenschap van de Overgangsklasse en bereikte daarmee promotie naar de Hoofdklasse.

## DKS-speelster
Schlecht hockeyde al vroeg op straat, vaak met DKS-achterbuurman en oud-international Gerrit de Ruiter, die haar de beginselen van het stoppen en slaan bijbracht en vaak zelf als keeper (voor de garagedeur) meespeelde. Op tienjarige leeftijd werd ze dan ook lid van de naburige hockeyvereniging DKS en doorliep ze al snel alle top-jeugdteams.
Tijdens haar DKS-A1-periode in 1974 speelde Schlecht in het oostelijk B-jeugdteam, waarmee ze Nederlands kampioen werd door boven de andere districten te eindigen.
Een jaar later, net vijftien geworden, debuteerde ze in  DKS Dames 1 in de met 4-1 gewonnen bekerwedstrijd tegen Tempo '41, waarin ze ook meteen scoorde. Hoewel ze in deze wedstrijd nog linksbinnen speelde, werd ze al gauw de vaste spelverdeelster (mid-mid) in het eerste van DKS, wat ze bleef voor de komende tien jaar, waarin ze bijna de gehele periode ook aanvoerster was.

## Jong Oranje
Schlecht speelde in meerdere vertegenwoordigende jeugdteams van het oostelijk district. Na oostelijk B werd ze in 1976 geselecteerd voor oostelijk A, waarmee een jaar later het Nederlands zaalhockeykampioenschap werd behaald.
Vanaf 1978 speelde ze in Jong Oost (oostelijk districtsteam onder 21 jaar) en werd ze ook geselecteerd voor het nationale Jong Oranje-team. Met dit team, onder leiding van de trainers Cees Tania en Joost Bellaart en coach Margo Botje-Plate, won ze in 1979 zilver voor Nederland bij het Europees kampioenschap (U21) in Düsseldorf. De carrière van Schlecht werd op 23 oktober 1983 na tien minuten in de thuiswedstrijd tegen Arnhem abrupt onderbroken door een ernstige knieblessure. Na een half jaar herstel speelde ze nog twee jaar in DKS 1, gevolgd door een korte periode in het tweede team, voordat ze in 1986 gevraagd werd als coach voor DKS Dames 1.

## Trainer-coach
Met een team speelsters waarmee ze voor het merendeel zelf had gespeeld, werd het een zeer succesvol seizoen dat werd afgesloten met het kampioenschap van de Overgangsklasse B. Hierdoor was ook promotie naar de Hoofdklasse bereikt. Na dat seizoen kon Schlecht wegens drukke werkzaamheden aan haar trainer-coachfunctie geen vervolg geven. In 1988 vertrok ze naar EHV, waar ze nog twee jaar trainer-coach en speelster van het eerste vrouwenteam was. Na enkele jaren in het tweede team van EHV gehockeyd te hebben, stopte ze in 1995 definitief.
Na het hockey vond Schlecht een nieuwe uitdaging in tennis en golf.